# Talassocràcia
Talassocràcia o  domini dels mars  (del grec θάλασσα "mar" i κράτος "domini, poder, govern"), és un concepte geoestratègic que denota l'estat els dominis del qual són principalment marítims. És la força o govern que es basa en el domini del mar i el conjunt de factors del poder marítim. S'empra generalment per designar els governs aristocràtics d'algunes potències antigues com Venècia, Gènova, Ragusa o la Corona d'Aragó.
El terme va ser emprat originàriament per referir-se al poder de la civilització minoica sobre les costes del mar Egeu, gràcies a la potència del seu  estol comercial i de guerra.
Un altre exemple històric en l'edat antiga va ser la xarxa de colònies dels fenicis, no un genuí imperi, sinó un conjunt de ciutats unides per rutes marítimes que amb prou feines penetrava a l'interior, fins i tot en el cas de les metròpolis (les ciutats de Tir, Sidó i Biblos i la colònia nord-africana Cartago, establerta com a metròpolis púnica dominant després de la pèrdua d'independència d'aquelles). També pot denominar  talassocràcia  al denominat imperi atenès del segle v abans de Crist. La importància del control del mar Mediterrani per a l'Imperi Romà era decisiva (com testimonia la seva denominació de  Mare Nostrum ), però essencialment era un imperi de base territorial.
A l'edat mitjana van sorgir els exemples de les ciutats estat marineres, com la República de Venècia, la República de Ragusa o la República de Gènova, també a la Mediterrània, i les ciutats de la Hansa al mar Bàltic i el mar del Nord.
A l'edat moderna es poden qualificar de talassocràcia l'Imperi Portuguès i l'Imperi Holandès (menys pròpiament l'Imperi Espanyol, amb gran base territorial).
A l'edat contemporània l'Imperi Britànic va exercir el domini dels mars fins a la Segona Guerra Mundial. Tant aquest com els altres imperis colonials propis de l'època de l'imperialisme (segona meitat del segle xix i primera meitat del XX), que van començar com emporis comercials, van anar adquirint vasts territoris a l'interior (Imperi francès, Imperi belga, etc.)